# Omiodes euryprora
Omiodes euryprora là một loài bướm đêm trong họ Crambidae.